# Tintin kovanci
To je seznam spominskih kovancev, ki so jih izdali v Belgiji v čast Tintinu in njegovim pustolovščinam, seriji stripov, belgijskega karikaturista Hergéja.

## Seznam kovancev

### Belgija, 2004 - 75. obletnica Tintina
Izdan 4. januarja. Srebrni kovanec za 10 evrov, ki praznuje njegovo 75-letnico. Šlo je za omejeno število 50.000 kovancev, ki so jih sprva prodajali po 31 evrov. So zakonito plačilno sredstvo samo v Belgiji.

### Belgija, 2004 - 50. obletnica Pristanka na Luni
Izdan konec junija. Kovanec za 10 evrov, ki praznuje 50. obletnico zvezka Pristanek na Luno. Število kovancev je bilo omejeno na  10.000. 

### Belgija, 2007 - Hergéjeva stoletnica
Praznuje Hergéjevo stoletnico.